# Гагарка велика
Гагарка велика (лат. Alca impennis, Pinguinus impennis) — великий нелітаючий птах родини алькових, вимерлий у середині XIX століття. Був єдиним сучасним представником роду Pinguinus, до якого включали й інший раніше вимерлий у пліоцені вид — гагарку безкрилу (Pinguinus alfrednewtoni).

## Поширення

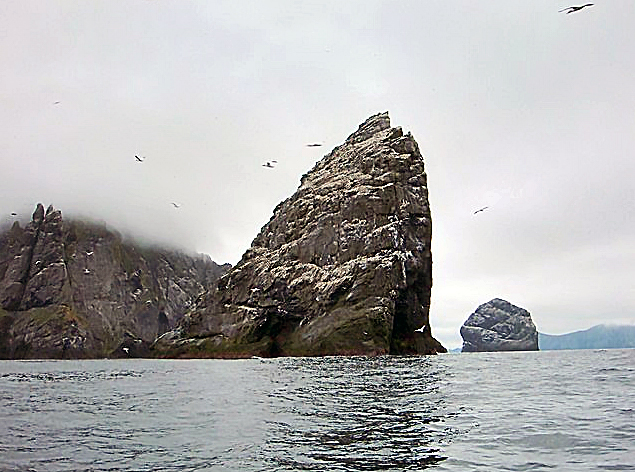
Стак ан Армін, Сент-Кілда Шотландія, місцевість, де колись розмножувалася гагарка велика

Гагарка велика виводила потомство на скелястих островах з положистим узбережжям і зручними підходами до навколишніх акваторій океану, де було багато необхідного корму. Поєднання таких умов трапляється рідко, тож місць, придатних для гніздування цих птахів, було мало. У пошуках корму більшу частину часу ці гагарки проводили в північних водах Атлантичного океану, біля узбережжя Нової Англії, північного узбережжя Іспанії, східної частини Канади, Гренландії, Ісландії, Фарерські острови, Норвегії, Ірландії та Великої Британії.

## Опис
Гагарка велика в недалекому минулому була найбільшим представником родини алькових: досягала 75—85 см завдовжки й важила приблизно 5 кг. Масивний гачкуватий дзьоб із западинами по боках, голова, шия, спина, верх крил і хвоста у птаха були чорними, а інші частини тіла — білими. Примітною особливістю оперення була наявність білих плям і смуг на голові в різні сезони року: влітку у птаха на голові білі плями були тільки між очима і дзьобом, а взимку — білими ставали також горло і щоки (з темними смугами за очима). Попри відносно короткі крила завдовжки 15 см, нелітаюча гагарка завдяки їм добре плавала під водою й успішно полювала. Гагарка велика живилася різними видами риб, зокрема американським оселедцем і мойвою, а також ракоподібними. Вирізняючись вправним плаванням, на суші вона була доволі незграбною. Небезпечними для неї були людина, косатка, орлан-білохвіст і білий ведмідь.

## Вимирання
Малий льодовиковий період, можливо, зменшив популяцію гагарки великої, піддавши більшу частину їх гніздових островів хижацтву білими ведмедями, але масова експлуатація людьми задля їх пуху різко зменшила популяцію, причому останні свідчення дають підстави вважати людину основною причиною її вимирання. До середини XVI століття гніздові колонії вздовж європейської сторони Атлантики майже всі були знищені вбивством людиною цієї птиці задля пуху, який використовувався для виготовлення подушок. У 1553 р. гагарка велика отримала свій перший офіційний захист, а в 1794 р. Велика Британія заборонила вбивати цей вид задля його пір'я. У Сент-Джонсі ті, хто порушує закон 1775 р. про заборону полювання на велику гагарку задля її пір'я чи збирання яєць були публічно битими, хоча полювання на рибальську приманку все ще дозволялося. На північноамериканській стороні спочатку віддавали перевагу ґаґачому пуху, але як тільки в 1770-х роках ґаґи були майже доведені до вимирання, колектори пуху перейшли на гагарку велику в той же час, коли полювання на їжу, рибальські приманки та нафту зменшилося.
Гагарка велика зникла з острова Фанк до 1800 року. У повідомленні Аарона Томаса з HMS Бостон за 1794 рік описано, як до того часу систематично забивали птахів:
Якщо ви йдете по їхнє пір'я, ви не завдаєте собі клопоту вбивати їх, а просто хапаєте і общипуєте краще пір'я. Потім ви відпускаєте бідного пінгвіна з напівголою та надірваною шкірою — як здохне, то здохне. Це не дуже гуманний метод, але це загальна практика. Поки ви перебуваєте на цьому острові, ви постійно практикуєте жахливі жорстокості, бо не тільки обдираєте їх живцем, але й палите живцем, щоб спекти їх м'ясо. Ви берете з собою чайник, в який кладете пінгвіна або двох, розпалюєте під ним вогонь, і сам цей вогонь розпалюєте з самих же нещасних пінгвінів. Їхнє тіло настільки жирне, що скоро займається полум'ям; на острові нема деревини.

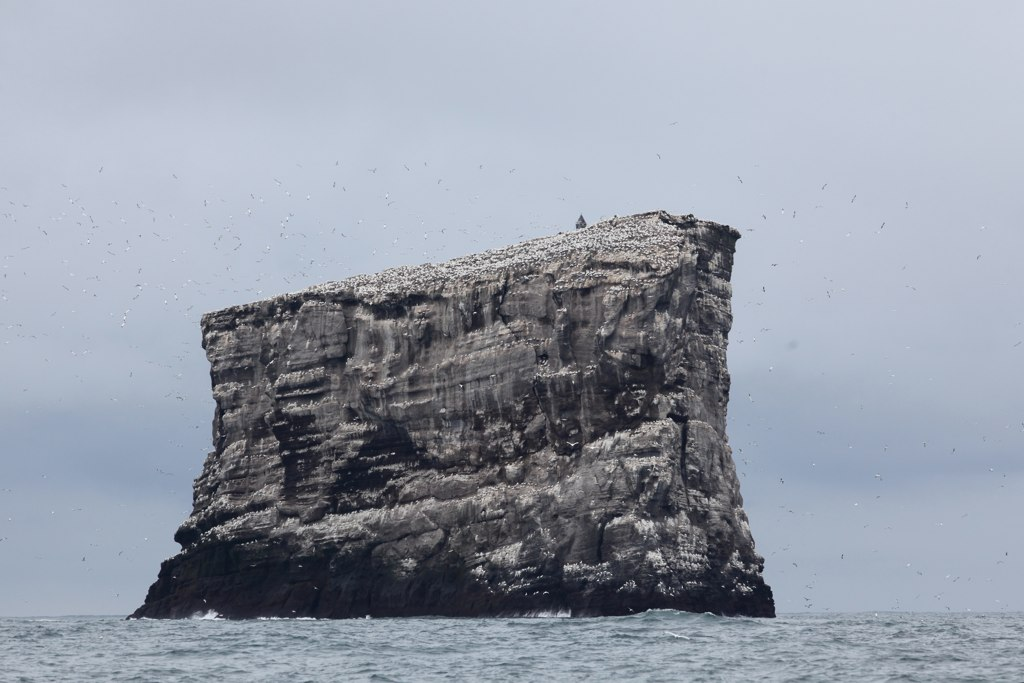
Елдей, останнє сховище гагарок великих

Зі зростаючою рідкістю зразки гагарки великої та її яєць стали колекційними та високо цінувалися багатими європейцями, то ж велику кількість їхніх яєць збирали для колекцій, що своєю чергою сприяло загибелі виду. Особи, які відвідували місця гніздування гагарки великої, щоб зібрати яйця, швидко зрозуміли, що птахи не всі відкладають яйця в один день, тому вони можуть здійснювати повторні візити до тієї ж колонії розмноження. Збирачі яєць збирали лише яйця без ембріонів і, як правило, викидали яйця з ембріонами, що росли всередині.
На острові Стак-Армін, Сент-Кілда, Шотландія, в липні 1840 р. була упіймана і вбита остання гагарка велика, побачена у Великій Британії. Троє чоловіків із Сент-Кілди зловили одного птаха, помітивши його маленькі крильця і велику білу пляму на голові. Вони зв'язали його і тримали живим протягом трьох днів, поки не піднялася велика буря. Вважаючи, що птах був відьмою і спричиняв шторм, вони вбили його палицею.

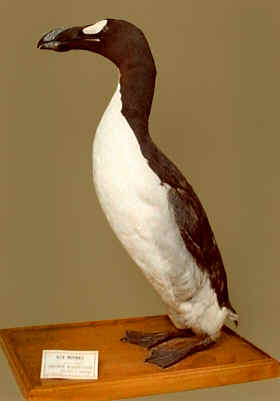
Зразок № 3 у Брюсселі, один з двох останніх птахів, убитих на Елдеї в 1844 році

Остання колонія гагарок великих жила на Гейрфугласкер («Велика скеля гагарок») біля Ісландії. Цей острівець був вулканічною скелею, оточеною урвищами, що зробило його недоступним для людей, але в 1830 році острівець занурився після виверження вулкана, і птахи перенеслися на сусідній острів Елдей, до якого можна було дістатись з однієї сторони. Коли колонія була спочатку відкрита в 1835 році, там було майже п'ятдесят птахів. Музеї, прагнучи мати шкіру гагарки великої для колекцій та експозицій, швидко почали забирати птахів з колонії.
Останню знайдену пару, яка висиджувала яйце, було вбито там 3 червня 1844 р. на прохання купця, який хотів мати зразки. При цьому Йон Брандссон і Сігурдур Шлейфссон задушили дорослих гагарок, а Кетіль Кетільссон роздушив яйце черевиком.
Великий фахівець з гагарок Джон Вуллі взяв інтерв'ю у двох чоловіків, які вбили останніх птахів, а Сігурдур так описав цей вчинок:
Скелі були вкриті чистунами, а там були гагарки... Вони йшли повільно. Йон Брандссон підкрався, розкривши руки. Птах, якого отримав Йон, зайшов у кут, але [мій] прямував до краю скелі. Він ходив, як людина... але швидко рухав ногами. [Я] схопив його близько до краю глибокого урвища. Він тримав крила близько до боків, не вистаючи від тіла. Я схопив його за шию, і він затріпотів крилами. Він не кричіа. Я його задушив. 
Пізніша інформація про живу особину, побачену в 1852 р. на Великій банці Ньюфаундленду, була прийнята Міжнародним союзом охорони природи та природних ресурсів (IUCN).
В Інтернеті триває дискусія про можливості відтворення гагарки великої за допомогою її ДНК із зібраних зразків. Ця можливість суперечлива.

## Таксономія
Гагарка велика була одним із 4400 видів тварин, вперше описаних Карлом Ліннеєм у праці «Система природи». У ній вид отримав латинську назву Alca impennis, яка не зазнавала змін аж до 1791 р. У цій назві перша частина, яка є назвою роду, походить від давньоскандинавського слова alca, що є відповідником означення «гагарка». Друга частина назви виду — це латинське слово impennis, яке означає «без махових пер». Тож у повній латинській назві птаха відображено найхарактернішу його особливість — наявність коротких крил, через що птах не міг літати Деякі орнітологи вважають, що таксономічно обґрунтованішим є включення цього виду до роду Alca. Крім того, класифікаційна назва роду Pinguinus більше пов'язується з пінгвінами, ніж з гагаркою.
Кладограма родини алькових згідно генетичних досліджень
|  | Uria aalge  |
|  |             |
|  | Uria lomvia |
|  |             |

|  | Alca torda         |
|  |                    |
|  | Pinguinus impennis |
|  |                    |

|  | Uria aalge  |
|  |             |
|  | Uria lomvia |
|  |             |

|  | Alca torda         |
|  |                    |
|  | Pinguinus impennis |
|  |                    |

|  | Uria aalge  |
|  |             |
|  | Uria lomvia |
|  |             |

|  | Alca torda         |
|  |                    |
|  | Pinguinus impennis |
|  |                    |

|  | Uria aalge  |
|  |             |
|  | Uria lomvia |
|  |             |

|  | Alca torda         |
|  |                    |
|  | Pinguinus impennis |
|  |                    |

|  | Brachyramphus marmoratus   |
|  |                            |
|  | Brachyramphus brevirostris |
|  |                            |

|  | Cepphus grylle                                                    |
|  |                                                                   |
|  | \| \| Cepphus columba \| \| \| \| \| \| Cepphus carbo \| \| \| \| |
|  |                                                                   |
|  | Cepphus columba                                                   |
|  |                                                                   |
|  | Cepphus carbo                                                     |
|  |                                                                   |

|  | Cepphus columba |
|  |                 |
|  | Cepphus carbo   |
|  |                 |

|  | Brachyramphus marmoratus   |
|  |                            |
|  | Brachyramphus brevirostris |
|  |                            |

|  | Cepphus grylle                                                    |
|  |                                                                   |
|  | \| \| Cepphus columba \| \| \| \| \| \| Cepphus carbo \| \| \| \| |
|  |                                                                   |
|  | Cepphus columba                                                   |
|  |                                                                   |
|  | Cepphus carbo                                                     |
|  |                                                                   |

|  | Cepphus columba |
|  |                 |
|  | Cepphus carbo   |
|  |                 |

|  | Uria aalge  |
|  |             |
|  | Uria lomvia |
|  |             |

|  | Alca torda         |
|  |                    |
|  | Pinguinus impennis |
|  |                    |

|  | Uria aalge  |
|  |             |
|  | Uria lomvia |
|  |             |

|  | Alca torda         |
|  |                    |
|  | Pinguinus impennis |
|  |                    |

|  | Uria aalge  |
|  |             |
|  | Uria lomvia |
|  |             |

|  | Alca torda         |
|  |                    |
|  | Pinguinus impennis |
|  |                    |

|  | Uria aalge  |
|  |             |
|  | Uria lomvia |
|  |             |

|  | Alca torda         |
|  |                    |
|  | Pinguinus impennis |
|  |                    |

|  | Brachyramphus marmoratus   |
|  |                            |
|  | Brachyramphus brevirostris |
|  |                            |

|  | Cepphus grylle                                                    |
|  |                                                                   |
|  | \| \| Cepphus columba \| \| \| \| \| \| Cepphus carbo \| \| \| \| |
|  |                                                                   |
|  | Cepphus columba                                                   |
|  |                                                                   |
|  | Cepphus carbo                                                     |
|  |                                                                   |

|  | Cepphus columba |
|  |                 |
|  | Cepphus carbo   |
|  |                 |

|  | Brachyramphus marmoratus   |
|  |                            |
|  | Brachyramphus brevirostris |
|  |                            |

|  | Cepphus grylle                                                    |
|  |                                                                   |
|  | \| \| Cepphus columba \| \| \| \| \| \| Cepphus carbo \| \| \| \| |
|  |                                                                   |
|  | Cepphus columba                                                   |
|  |                                                                   |
|  | Cepphus carbo                                                     |
|  |                                                                   |

|  | Cepphus columba |
|  |                 |
|  | Cepphus carbo   |
|  |                 |

## Відношення до людей

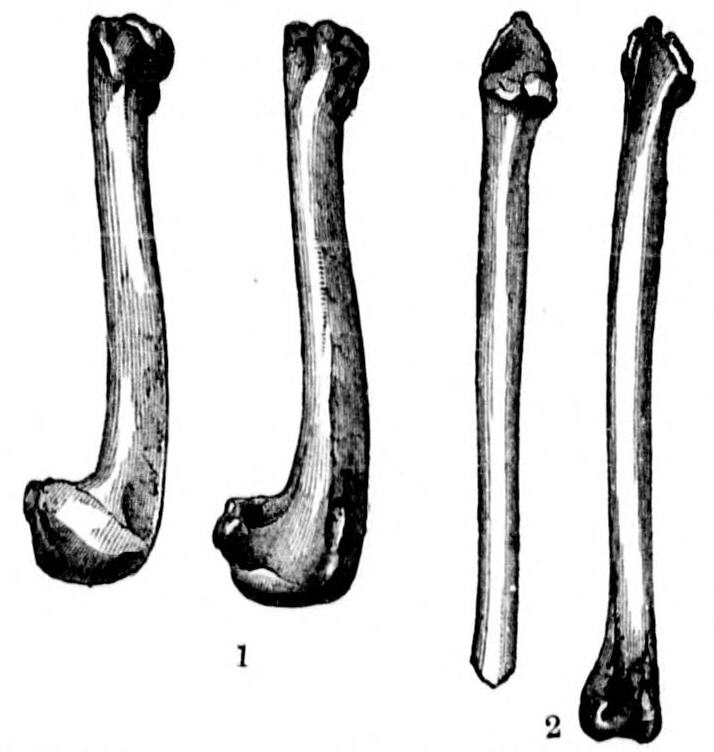
Ескіз чотирьох кісток гагарки великої, усіх довгих.

Гагарка велика була джерелом їжі для неандертальців понад 100 000 років тому, про що свідчать добре очищені кістки, знайдені біля багаття. Зображення, які, як вважають, зображують гагарку велику, також були висічені на стінах печери Ель-Пендо в Камарго, Іспанія, та Пагліччі, Італія, понад 35 000 років тому, а також печерні картини віком 20 000 років знайдено у французькому Коске.
Корінні американці цінували гагарку велику як джерело їжі взимку та як важливий культурний символ. Зображення гагарки великої були знайдені в кісткових намистах. Людина, похована на місці морської архаїки в Порт-о-Шуа, провінція Ньюфаундленд, приблизно у 2000 р. до н. е. була знайдена оточена 200 дзьобами гагарки великої які, як вважають, були частиною костюма, виготовленого з їхніх шкір, із закріпленими головами як прикрасою. Майже половина пташиних кісток, знайдених у могилах на цьому місці, належала гагарці великій, що свідчить про те, що вона мала велике культурне значення для морських архаїчних людей. Вимерлі беотуки з Ньюфаундленду робили пудинг з яєць гагарки великої. Дорсетські ескімоси також полювали на них. Саккаки в Гренландії переслідували цей вид, спричиняючи місцеве зменшення ареалу.

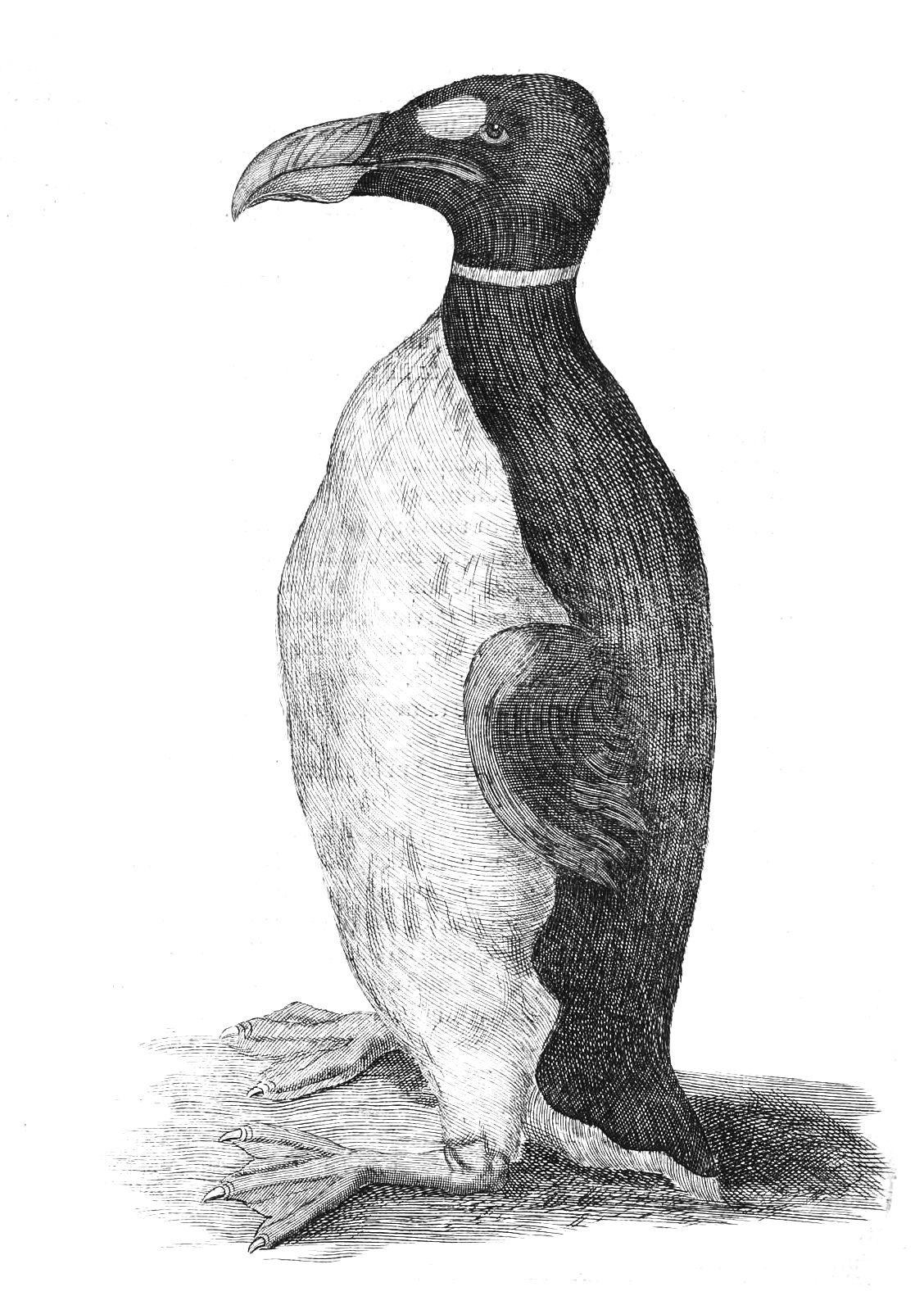
Єдина відома ілюстрація гагарки великої, змальованої за життя, це зображення одомашненого птаха Оле Ворма з Фарерських островів, 1655.

Пізніше європейські моряки використовували гагарок великих як навігаційний маяк, оскільки присутність цих птахів означало, що Велика банка Ньюфаундленду поруч.
За оцінками, популяція цього виду мала мільйони особин. На гагарку велику полювали у значних масштабах задля їжі, яєць та її пухових пер щонайменше з восьмого століття. Ці полювання можуть бути задокументовані в Скандинавії пізнього кам'яного віку та на сході Північної Америки, а також на Лабрадорі початку V століття, де, здається, траплялися лише птахи, що відбились. Ранні дослідники, включаючи Жака Картьє, та численні кораблі, що намагалися знайти золото на острові Баффін, не мали їжі для дороги додому, а тому використовували гагарок великих як зручне джерело їжі та приманку для риболовлі. Як повідомляється, деякі пізніші судна ставали на якір поруч із колонією та перекидали туди дошки. Потім моряки переганяли сотні гагарок на кораблі, де їх забивали. Деякі автори ставлять під сумнів повідомлення про цей спосіб полювання та його успішність. Яйця гагарок великих також були цінним джерелом їжі, оскільки яйця були втричі більшими за кайрине і мали великий жовток. Ці моряки також завезли на острови щурів, які розоряли кладки яєць.